# Nilza Teixeira Soares
Nilza Teixeira Soares (Rio de Janeiro, 3 de janeiro de 1926) é uma bibliotecária, arquivista, tradutora e filantropa brasileira.

## Biografia
Filha de um comerciante português e mãe brasileira nasceu em uma chácara em Jacarepaguá, local para onde sua mãe foi levada por estar muito fraca.
Dos 9 (nove) aos 13 (treze) anos morou em Portugal, pois o pai fez questão de levar toda a família para conhecer a mãe dele.
Entrou em 1945, no serviço público como bibliotecária auxiliar. Concursada, foi nomeada para o extinto Ministério do Trabalho, Indústria e Comércio (MTIC) e lá trabalhou durante dez anos.
Em 1947, fez o curso superior de biblioteconomia na Biblioteca Nacional do Brasil, cujo diretor era o professor Antônio Caetano Dias e Lydia Sambaquy, professora de catalogação e classificação.
Em 1952, recebeu uma bolsa do governo norte-americano. Havia um convênio do governo americano com o brasileiro, como resultado de um despertar das áreas governamentais brasileiras. No exterior, a cooperação em documentação estava sendo feita em grande escala. Nilza Teixeira Soares ficou um ano, matriculada na American University e fez o curso com Ernst Posner, um alemão radicado nos Estados Unidos. Esse foi seu primeiro contato com arquivos. Ela afirma que: "Foi um curso de gestão de arquivos, de avaliação, de eliminação de papéis... não uma coisa muito profunda, mas viemos com todas as noções básicas. Depois, quando chegamos no Brasil, não tive, imediatamente, a oportunidade de trabalhar nessa área, continuei na biblioteca.

### Câmara dos Deputados
Após uma experiência internacional de especialização (Estados Unidos, França, Inglaterra e Escócia) sobre arquivos, Nilza Teixeira Soares ingressou na Câmara dos Deputados, em 1956, através de concurso público.
Em 1981, a Câmara dos Deputados baixou um ato disciplinando a política de arquivo.

### Arquivo Nacional
Em 1959, Theodore Roosevelt Schellenberg esteve no Brasil e a considerou um elemento aproveitável para o Arquivo Nacional.

### Tradução
Foi tradutora da obra Modem archives: principles and techniques (Arquivos Modernos Princípios e Técnicas), do arquivista e historiador Theodore Roosevelt Schellemberg, que já está na 6ª Edição. Esta obra tornou-se o texto fundamental para a abordagem da arquivologia brasileira. Ela levou bastante tempo traduzindo o livro e só terminou depois que foi diretora do Arquivo da Câmara dos Deputados, em 1973. Nilza Teixeira Soares não trabalhou em condições ideais e abstratas, mas possuia interesses literários e culturais próprios, para que o livro fosse aceito pelo Brasil.

## Modernidade
O arquivista Renato Pinto Venâncio afirma que, em 1975, eram poucos conhecidos no Brasil textos sobre funções arquivísticas. O artigo "Avaliação e seleção de documentos de arquivo; Problemas e Soluções", de Nilza Teixeira Soares, foi pioneiro nesta época. Além disso, foi encontrado na Base de Dados de Periódicos em Ciência da Informação - Brapci, na página 12, o artigo da célebre arquivista: "Arquivos em sistemas nacionais de informação".
Nilza Teixeira Soares foi redatora, juntamente com Suzana Pinheiro Machado Mueller, de um documento publicado pelo Conselho de Desenvolvimento Científico e Tecnológico - CNPq, resultado da avaliação de grupo de trabalho composto de especialistas das diversas áreas do conhecimento.

### 7º Congresso Brasileiro de Arquivologia
O 7º Congresso Brasileiro de Arquivologia, organizado por Nilza Teixeira Soares, que na época era diretora do Núcleo Regional de Brasília, da Associação dos Arquivistas Brasileiros, realizou-se em Brasília, de 12 a 16 de junho de 1988 e foi patrocinado pelo Conselho de Desenvolvimento Científico e Tecnológico - CNPq, com o apoio de vários órgãos da administração federal e distrital. O tema do congresso foi Nova Arquivística. Entre as recomendações do 7º Congresso Brasileiro de Arquivologia figura maior ajuda da arquivista com a aquisição de uma sala para abrigar o Núcleo Regional de Brasília, da Associação dos Arquivistas Brasileiros, respeitando a maior autonomia dos Núcleos Regionais, sendo a participação de cada unidade programada de acordo com suas possibilidades. A sala foi vendida pela administração posterior do núcleo. A arquivista lembra o enfoque sistêmico, em que cada sistema é alimentado por vários subsistemas e sempre fez parte de um sistema maior. Ela afirmou no congresso que: "O Núcleo Regional de Brasília em clima festivo para receber os profissionais brasileiros e estrangeiros e com eles congratular-se pelo grande projeto - o 7º Congresso Brasileiro de Arquivologia - que busca o crescimento e a afirmação de uma ciência cujos benefícios se refletem no desenvolvimento nacional, na dinâmica e economia dos serviços públicos, na eficiência das organizações e no direito do cidadão".

## Filantropia
Desenvolve um trabalho da mais alta significação de assistência na Igreja Nossa Senhora de Fátima, em Brasília, pelo exemplo extraordinário que representa. A maior parte do dinheiro que entra na Ação Sócio-Transformadora sai do bolso dela, o que a torna integrante da grande burguesia católica do Distrito Federal. Fornece cesta básica, paga a água e a luz dos pobres, compra remédios e ajuda em outras necessidades, que aparecem devido a sua vulnerabilidade.[carece de fontes?]

## Obra
- Arquivos Correntes Organização e Funcionamento (1975)